# Rendez-vous Barbès
Albums de Orchestre national de Barbès
Alik
(2008) 15 ans de scène
(2012)
Rendez-vous Barbès est le quatrième album du groupe Orchestre national de Barbès, sorti le 21 mai 2010 sur le label Le Chant du Monde.

## Liste des titres
1. Sidi Yahia-Bnet Paris
2. Chkoun ?
3. No No No
4. Chorfa
5. Rendez-vous Barbès
6. Jarahtini-Marhba-Jibouhali
7. Rod Balek
8. Laâfou
9. Denya
10. Allah Idaoui